# Hochburg-Ach
Hochburg-Ach ist eine Gemeinde in Oberösterreich im Bezirk Braunau am Inn im Innviertel mit 3405 Einwohnern (Stand 1. Jänner 2024). Der zuständige Gerichtsbezirk ist der Gerichtsbezirk Mattighofen, bis 2004 gehörte die Gemeinde zum Gerichtsbezirk Wildshut.

## Geografie

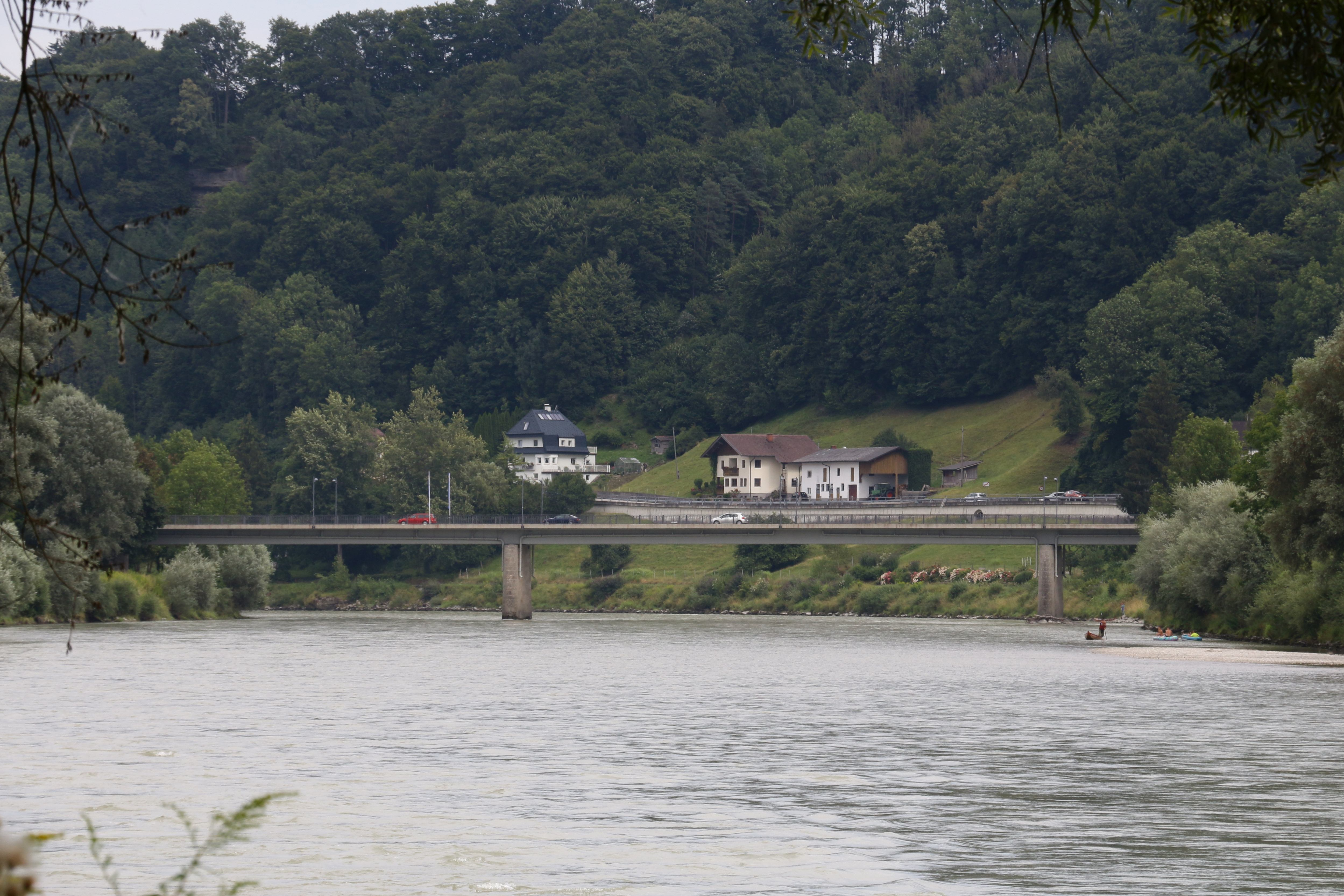
Salzachbrücke (Burghausen–Wanghausen)

Hochburg-Ach liegt auf 462 Meter Höhe im Innviertel direkt gegenüber der bayerischen Stadt Burghausen. Die Ausdehnung beträgt von Nord nach Süd 8,8 Kilometer, von West nach Ost 8,4 Kilometer. Die Gesamtfläche beträgt 40 Quadratkilometer. 41,8 Prozent der Fläche sind bewaldet, 52,3 Prozent der Fläche sind landwirtschaftlich genutzt.
Hochburg-Ach liegt im Bereich der günz- / mindel- eiszeitlichen Endmoräne des Salzachgletschers, östlich der Salzach, die dort seit der letzten Eiszeit ein ca. 60 m tiefes Flussbett eingegraben hat.

### Gemeindegliederung
Das Gemeindegebiet umfasst folgende 24 Ortschaften (in Klammern Einwohnerzahl Stand 1. Jänner 2024):
- Ach (49)
- Barsdorf (38)
- Dorfen (118)
- Duttendorf (821)
- Endt (34)
- Geretsdorf (34)
- Grund (19)
- Grünhilling (63)
- Hochburg (270)
- Holzgassen (463)
- Kälbermoos (35)
- Kreil (111)
- Lindach (98)
- Mitterndorf (141)
- Oberkriebach (303)
- Reisach (36)
- Reith (24)
- Sengstatt (87)
- Staudach (23)
- Thann (14)
- Unterkriebach (27)
- Unterweitzberg (91)
- Wanghausen (506)
- Weng (0)

Die Gemeinde besteht aus den Katastralgemeinden Ach, Hochburg, Oberkriebach und Unterkriebach.

### Duttendorf
Die bereits 1313 urkundlich erwähnte Ortschaft hat 742 Einwohner (Stand 2001). Der Ort entwickelte sich nach dem Zweiten Weltkrieg als Wohngebiet. Durch weiteren Zuzug entstanden zahlreiche infrastrukturelle Einrichtungen; unter anderem befindet sich heute hier das Gemeindeamt von Hochburg-Ach.

### Unterweitzberg
Unterweitzberg ist ein Ortsteil mit 87 Einwohnern (Stand 2001). Es ist ein Rodungsgebiet und erstreckt sich am Westrand des Weilhartforstes, südöstlich an Hochburg anschließend. In alten Belegen von 1287 scheint die Ortsbezeichnung „Webersperch“, der Berg der Weber auf. Später dann „Waizberg“ und in weiterer Folge „Unterweitzberg“. Häusernamen beziehen sich auf das Gewerbe „Webergorisölde“ und die Kargheit des Bodens, „Steinpointsölde“, „Ranshofersölde“ von mittelhochdeutsch rans, ran schmal, schmächtig, dürr.
Am 25. November 1787 wurde in Unterweitzberg 9 Franz Xaver Gruber, der Komponist des Weihnachtsliedes Stille Nacht, heilige Nacht, geboren. Anlässlich der gemeinsamen Landesausstellung von Bayern und Oberösterreich wurde am 3. Juni 2012 von der Franz Xaver Gruber Gemeinschaft der zwei Kilometer lange „Franz Xaver Gruber Friedensweg“ eröffnet, der von mehreren offiziellen Stellen und privaten Sponsoren gefördert wird. Der Künstler Hubert Flörl hat dafür eine Serie von Skulpturen entworfen.

### Nachbargemeinden
| Burghausen   |                                             | Überackern             |
|              | Kompassrose, die auf Nachbargemeinden zeigt | Gilgenberg am Weilhart |
| St. Radegund | Tarsdorf                                    | Geretsberg             |

## Geschichte
Im Jahr 878 wurde Hochburg-Ach erstmals urkundlich als „Hohberahhah“ erwähnt. Der bairische Ort Hochburg gehörte innerhalb des Heiligen Römischen Reiches lange Zeit zum Herzogtum Bayern. Das Halleiner Salz spielte in der Geschichte eine große Rolle. 500 bis 600 Schiffer waren von März bis Oktober damit beschäftigt das Salz flussabwärts zu verfrachten. Auf der Rückfahrt brachten sie Getreide oder Wein ins Land.
Bis 1779 war Hochburg unter bayerischer Landeshoheit, ehe es in jenem Jahr nach dem Frieden von Teschen zusammen mit den östlich von Inn und Salzach gelegenen Gebieten des kurfürstlichen Rentamtes Burghausen, die bis dahin „Innbaiern“ geheißen hatten, als „Innviertel“ zu Österreich kam. Salzach und  Unterer Inn, die bis dahin in erster Linie Handelswege innerhalb Bayerns gewesen waren, wurden damit zu Grenzflüssen zwischen Bayern und Österreich ob der Enns. Während der Napoleonischen Kriege wieder kurz zu Bayern, gehörte der Ort ab 1816 (Vertrag von München) zu Oberösterreich im Kaisertum Österreich.
Nach dem Untergang der Habsburgermonarchie, der Gründung von Deutschösterreich und dem Anschluss der Republik Österreich an das Deutsche Reich der Hitler-Diktatur am 13. März 1938, gehörte der Ort zum „Gau Oberdonau“. Nach dem Zweiten Weltkrieg und dem Untergang des Reiches zur wiederbegründeten Republik Österreich.
In Hochburg-Ach lebte bis 1941 die Sinti-Familie Kerndlbacher, von denen nur drei Familienmitglieder ihre Verschleppung in ein Konzentrationslager überlebte (Frau Rosa Winter-Kerndlbacher lebte bis 2005 in Enns). Im Jahr 2004 errichtete der Metallbildhauer Peter Lechner auf dem Grundbesitz von Erich Esterbauer ein Denkmal, das an das damalige Geschehen erinnern soll. Am 12. August 2006 wurde von Gunter Demnig für Johann Kerndlbacher ein so genannter Stolperstein verlegt. Die Verlegung wird im Film Stolperstein von Dörte Franke gezeigt.

## Einwohnerentwicklung
1991 hatte die Gemeinde laut Volkszählung 3.105 Einwohner, 2001 dann 2.982 Einwohner, stieg danach wieder auf 3.092 im Jahr 2011 und auf 3.338 im Jahr 2021.

## Kultur und Sehenswürdigkeiten

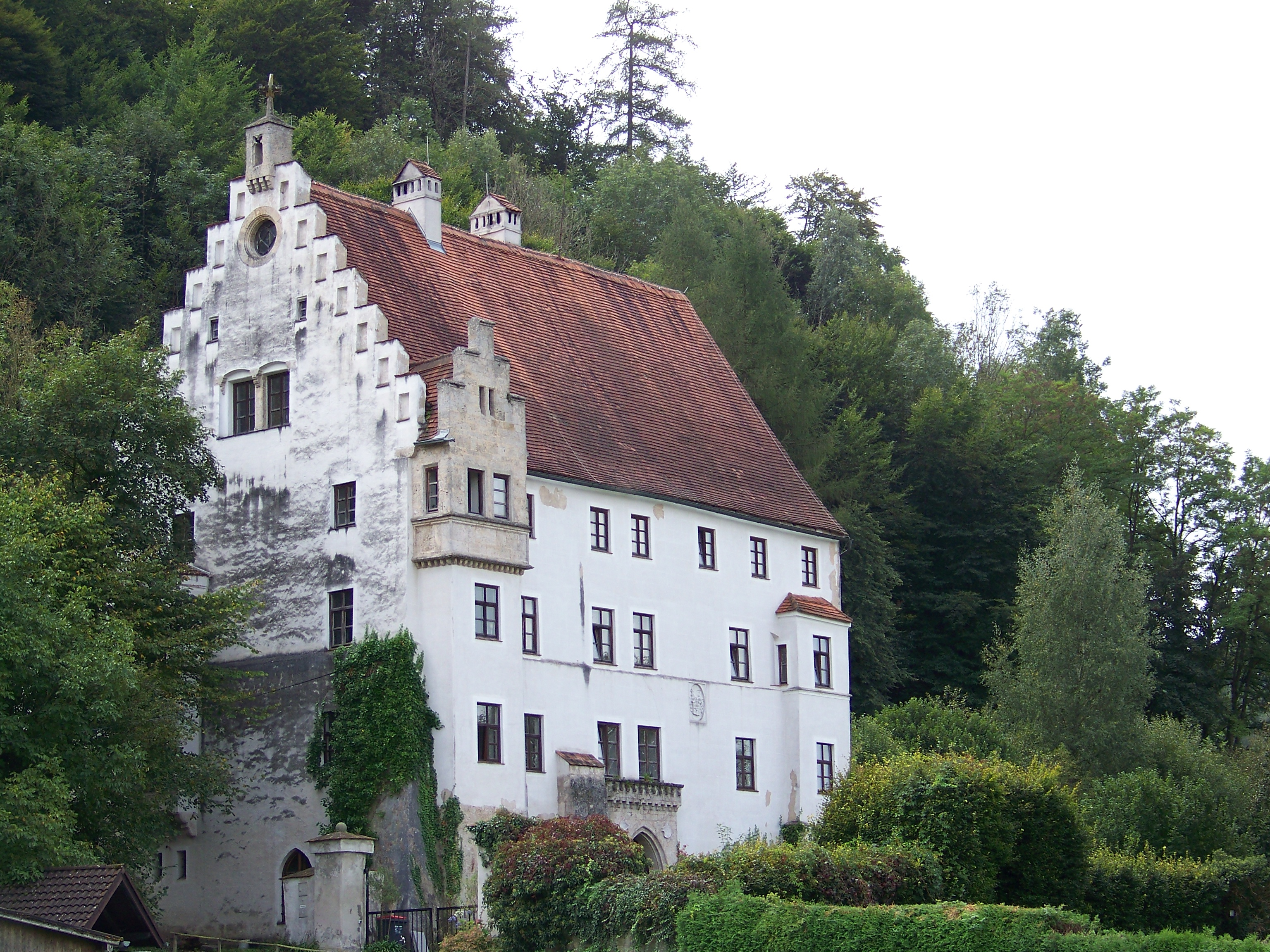
Schloss Wanghausen

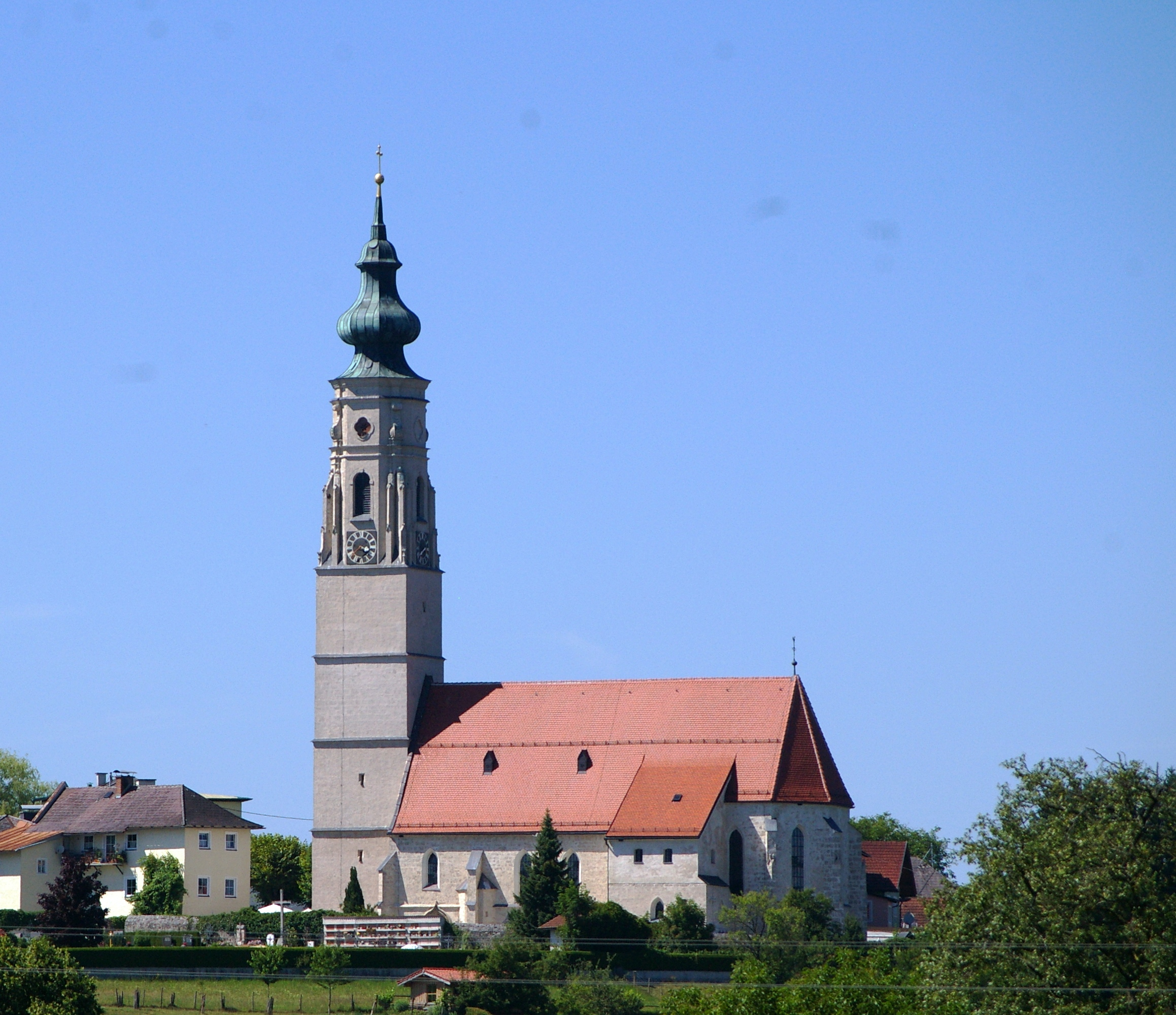
Pfarrkirche Hochburg

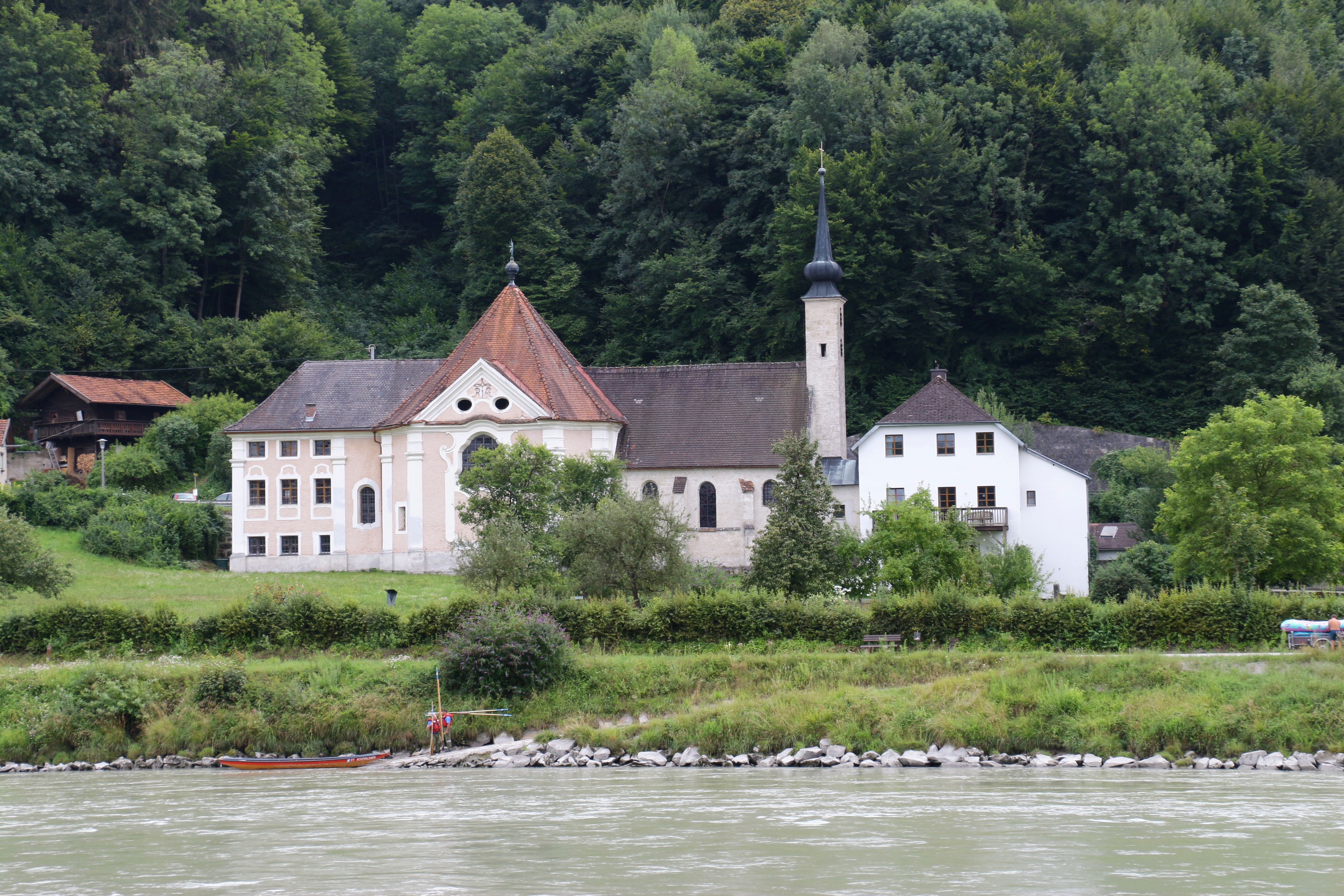
Pfarrkirche Maria Ach

- Schloss Wanghausen mit einem Rosengarten
- Katholische Pfarrkirche Hochburg Mariä Himmelfahrt
- Katholische Pfarrkirche Maria Ach Mariä Heimsuchung
- Franz-Xaver-Gruber-Gedenkhaus und Museum
- „Franz Xaver Gruber Friedensweg“ mit Skulpturen des Künstlers Hubert Flörl
- Themengärten entlang der Salzach

## Wirtschaft und Infrastruktur

### Tourismus
- Hochburg-Ach gehört zur Tourismusregion Seelentium und liegt gegenüber der bayerischen Stadt Burghausen mit guten Ausblicken auf deren Burganlage.
- Durch Hochburg-Ach führt entlang der Salzach der Tauernradweg; der Ort eignet sich auch für Radtouren im und um den Weilhartsforst.

## Politik
Der Gemeinderat hat 25 Mitglieder.
- Mit den Gemeinderats- und Bürgermeisterwahlen in Oberösterreich 2003 hatte der Gemeinderat folgende Verteilung: 16 ÖVP, 6 SPÖ und 3 FPÖ.
- Mit den Gemeinderats- und Bürgermeisterwahlen in Oberösterreich 2009 hatte der Gemeinderat folgende Verteilung: 12 ÖVP, 6 PRO, 4 SPÖ und 3 FPÖ.
- Mit den Gemeinderats- und Bürgermeisterwahlen in Oberösterreich 2015 hatte der Gemeinderat folgende Verteilung: 10 ÖVP, 6 PRO, 5 FPÖ und 4 SPÖ.
- Mit den Gemeinderats- und Bürgermeisterwahlen in Oberösterreich 2021 hat der Gemeinderat folgende Verteilung: 11 ÖVP, 6 SPÖ, 5 PRO und 3 FPÖ.[7][8]

### Bürgermeister
- 1949–1976 Viktor Stampfl (ÖVP)
- 1976–1996 Georg Grabner (ÖVP)
- 1996–2010 Karl Lugmayr (ÖVP)
- 2010–2021 Johann Reschenhofer (ÖVP)
- seit 2021 Martin Zimmer (ÖVP)

### Wappen
Offizielle Beschreibung des Gemeindewappens: In Gold über gewelltem, blauem Schildfuß ein roter, achtstrahliger Stern. Die Gemeindefarben sind Gelb-Blau.

## Persönlichkeiten

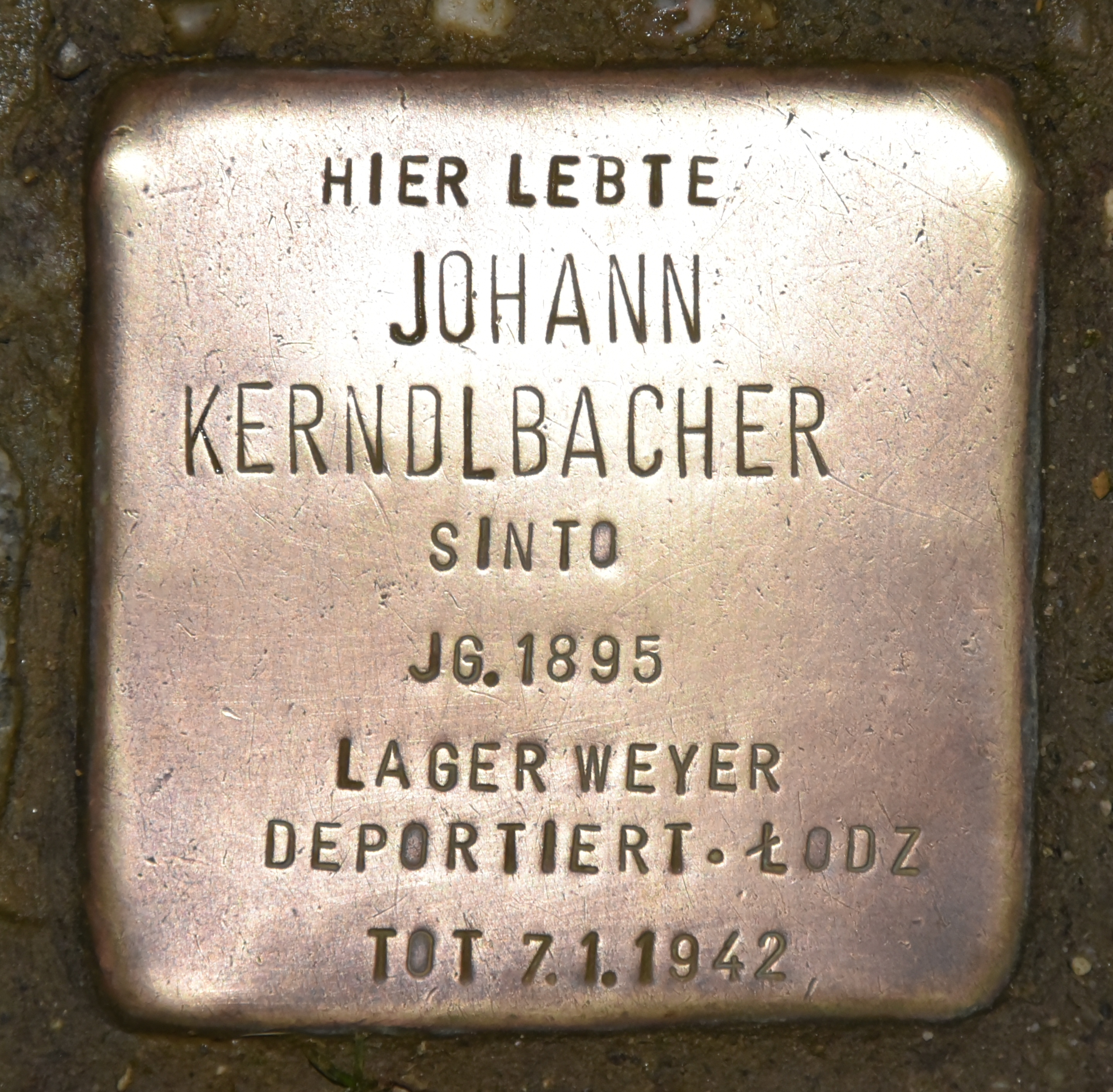
Stolperstein für Johann Kerndlbacher in Hochburg-Ach

### Söhne und Töchter der Gemeinde
- Johann Franz Griendel von Ach (um 1631–1687), Mikroskopist und Baumeister
- Wolfgang Glechner (* 1951), Maler und Schriftsteller
- Franz Xaver Gruber (1787–1863), Komponist
- Johann Kerndlbacher (1895–1942), Opfer des NS-Regimes
- Florian Schwanninger (* 1977), Politologe und Historiker

### Personen mit Bezug zur Gemeinde
- Stefan Esterbauer (* 1978), Bildhauer, lebt und arbeitet in Hochburg-Ach
- Walter Ziegler (1859–1932), Maler und Grafiker, hielt sich ab 1893 oft auf Schloss Wanghausen auf, das er als Treffpunkt zeitgenössischer Künstler etablierte; verstorben in Ach